# Lig 4
Connect Four, também conhecido como Four Up, Plot Four, Find Four, Captain's Mistress, Four in a Row, Drop Four, Gravitrips na União Soviética e Lig 4 no Brasil, é um intrigante jogo onde os participantes escolhem uma cor e, em seguida, se alternam para inserir fichas coloridas em uma grade suspensa verticalmente, composta por seis linhas e sete colunas. As fichas caem de maneira vertical, ocupando o espaço mais baixo disponível na coluna escolhida. O desafio central do jogo é ser o primeiro a criar uma sequência de quatro fichas da sua cor, seja na horizontal, vertical ou diagonal. Este jogo é um exemplo clássico do gênero m,n,k (7, 6, 4) com restrições na colocação de peças. É interessante notar que Connect Four é um jogo que já foi totalmente resolvido, onde o primeiro jogador sempre pode garantir a vitória ao executar movimentos estratégicos específicos.
Connect Four foi introduzido ao público pela primeira vez como um produto da marca Connect Four da Milton Bradley em fevereiro de 1974.

## Jogabilidade
Objective: Secure a row of four of your own checkers while thwarting your opponent's attempts to do the same. Beware, as your opponent may surprise you with a winning move! Quotation from Milton Bradley's 1977 "Pretty Sneaky, Sis" television commercial for Connect Four.

Jogabilidade do Connect Four

Um exemplo de partida (à direita) ilustra o início do Connect Four, com o primeiro jogador colocando um de seus discos amarelos na coluna central de um tabuleiro vazio. Os jogadores alternam seus turnos, inserindo um disco de cada vez em uma coluna vazia. No desenrolar do jogo, o segundo jogador, com discos vermelhos, conquista a vitória ao formar uma diagonal de quatro discos consecutivos. Caso o tabuleiro fique completo antes de algum jogador alcançar uma sequência de quatro discos, o jogo termina em empate.

## Solução matemática
Connect Four é um jogo para dois jogadores com informações perfeitas para ambos os lados, o que significa que nada fica escondido de ninguém. Além disso, Connect Four também é classificado como um jogo adversário de soma zero, já que a vantagem de um jogador é equivalente à desvantagem do adversário.
Uma medida da complexidade do jogo Connect Four é o número de posições possíveis no tabuleiro do jogo. No caso do Connect Four clássico, jogado em uma grade de 7 colunas e 6 linhas de altura, existem 4.531.985.219.092 posições possíveis para todos os tabuleiros de jogo preenchidos com 0 a 42 peças.
O jogo foi resolvido pela primeira vez por James Dow Allen em 1 de outubro de 1988 e, de forma independente, por Victor Allis em 16 de outubro de 1988. Ambos apresentaram abordagens para resolver o Connect Four. Allis desenvolveu uma abordagem baseada em conhecimento, com nove estratégias, como solução para o Connect Four. Allen também descreveu estratégias vencedoras em sua análise do jogo. Na época em que essas soluções iniciais foram desenvolvidas para o Connect Four, a análise de força bruta não era considerada viável devido à complexidade do jogo e à tecnologia informática disponível naquela época.
Desde então, o Connect Four foi resolvido com métodos de força bruta, começando com o trabalho de John Tromp na compilação de um banco de dados de 8 camadas. Algoritmos de inteligência artificial capazes de resolver de forma eficiente o Connect Four incluem o minimax ou o negamax, com otimizações que envolvem a poda alfa-beta, a ordenação de movimentos e o uso de tabelas de transposição. O código desenvolvido para resolver o Connect Four utilizando esses métodos também serve como base para o benchmark de desempenho de números inteiros conhecido como Fhourstones.
A conclusão resolvida para o Connect Four é que o primeiro jogador pode alcançar a vitória com jogo perfeito. Isso pode ocorrer antes ou no 41º movimento, começando na coluna do meio. O jogo é um empate teórico quando o primeiro jogador começa nas colunas adjacentes ao centro. No entanto, para as bordas do tabuleiro de jogo, ou seja, as colunas 1 e 2 à esquerda (ou colunas 7 e 6 à direita), a pontuação exata do valor do movimento para o primeiro jogador resulta em uma derrota no 40º movimento e uma derrota no 42º movimento,respectivamente. Em outras palavras, ao começar pelas quatro colunas exteriores, o primeiro jogador permite ao segundo jogador forçar uma vitória.

## Variações de regras
Existem muitas variações do Connect Four que apresentam diferentes tamanhos de tabuleiro, números de peças e regras de jogo. Muitas dessas variações são populares na teoria dos jogos e na pesquisa de inteligência artificial, mas não são tão comuns em tabuleiros de jogos físicos e na jogabilidade entre pessoas.
O tamanho mais comum do tabuleiro do Connect Four é de 7 colunas x 6 linhas. No entanto, existem várias variações de tamanho, incluindo tabuleiros com as dimensões 5x4, 6x5, 8x7, 9x7, 10x7, 8x8, Infinite Connect-Four e Cylinder-Infinite Connect-Four. Cada uma dessas variações oferece uma experiência ligeiramente diferente do jogo, com regras adaptadas às suas dimensões específicas.
Várias versões do tabuleiro físico Connect Four da Hasbro incluem uma característica que facilita a remoção de peças do jogo, uma de cada vez, pela parte inferior do tabuleiro. Além da jogabilidade tradicional, esse recurso possibilita a criação de variações do jogo. Algumas versões mais antigas do jogo também apresentavam discos especialmente marcados e extensores de colunas de papelão, oferecendo ainda mais opções para variações no jogo.

### PopOut

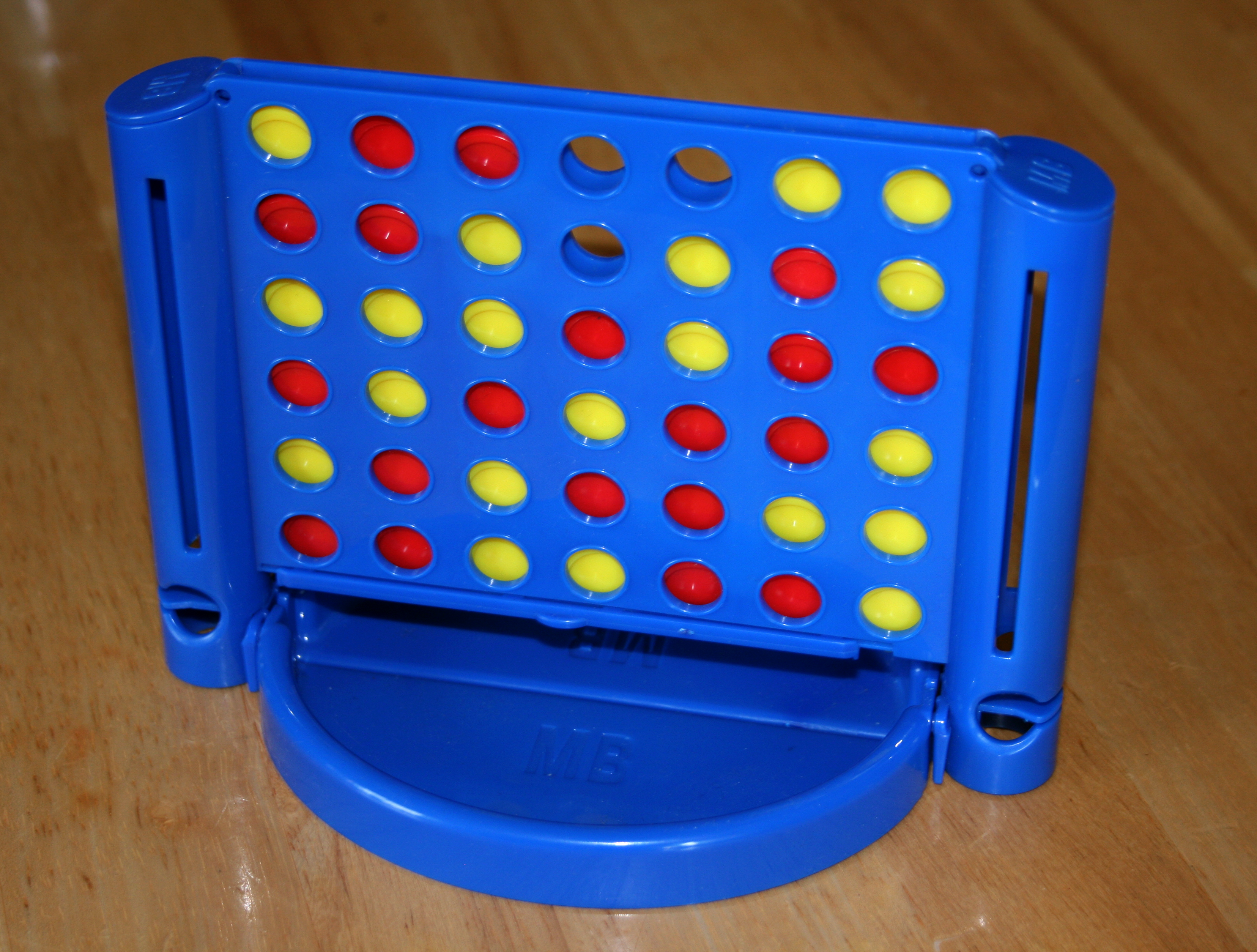
Uma versão de viagem do jogo Milton Bradley

O jogo PopOut começa da mesma forma que o jogo tradicional do Connect Four, com um tabuleiro vazio, e os jogadores alternam seus turnos para colocar seus próprios discos coloridos no tabuleiro. Durante cada turno, um jogador pode adicionar outro disco de cima ou, se tiver algum disco de sua própria cor na linha inferior, pode remover (ou "retirar") um disco de sua própria cor de baixo. A remoção de um disco da parte inferior faz com que todos os discos acima dele caiam um espaço, alterando sua posição em relação ao restante do tabuleiro e modificando as possibilidades de conexão. O primeiro jogador a conectar quatro de seus discos horizontalmente, verticalmente ou diagonalmente ganha o jogo.

### Pop 10
Antes do início do jogo, o Pop 10 é configurado de maneira diferente do jogo tradicional. Os jogadores, alternadamente, colocam um de seus próprios discos coloridos nos slots, começando pela linha inferior e seguindo para a próxima linha, preenchendo-a antes de passar para a linha subsequente. Esse processo continua até que todas as linhas tenham sido preenchidas.
A jogabilidade do Pop 10 funciona com os jogadores se revezando na remoção de um disco de sua própria cor na parte inferior do tabuleiro. Se o disco removido estiver envolvido em uma conexão de quatro discos no momento da remoção, o jogador o coloca de lado e imediatamente realiza outro turno. Se o disco não estiver envolvido em um "conectar quatro", ele deve ser recolocado no tabuleiro através de uma fenda no topo, em qualquer espaço vazio de uma coluna disponível (sempre que possível), e o turno termina, passando para o outro jogador. O primeiro jogador a reservar dez discos de sua cor ganha o jog

### Cinco em linha
A variação Five-in-a-Row para o Connect Four é jogada em uma grade de 6 de altura por 9 de largura. Duas colunas adicionais no tabuleiro já estão preenchidas com peças dos jogadores em um padrão alternado, sendo adicionadas aos lados esquerdo e direito do tabuleiro de jogo padrão de 6 por 7. O jogo é semelhante ao Connect Four original, exceto que agora os jogadores devem conectar cinco peças consecutivas para vencer. Apesar das modificações, ainda é um jogo de 42 camadas, uma vez que as duas novas colunas adicionadas ao jogo representam doze peças que já foram jogadas antes do início do jogo.

### Energizar
Nesta variação do Connect Four, os jogadores começam o jogo com uma ou mais peças de jogo chamadas "Power Checkers," que são especialmente marcadas. Cada jogador pode escolher jogar uma dessas peças marcadas uma vez por jogo. Ao jogar uma peça marcada com um ícone de bigorna, por exemplo, o jogador pode remover imediatamente todas as peças abaixo dela, deixando a peça de bigorna na linha inferior do tabuleiro de jogo. Outras peças de jogo marcadas incluem uma com um ícone de parede, que permite ao jogador realizar um segundo turno consecutivo sem vencer com uma peça não marcada; um ícone "×2," que concede um segundo turno irrestrito com uma peça não marcada; e um ícone de bomba, que permite ao jogador remover imediatamente uma peça do oponente. Essas peças marcadas adicionam elementos estratégicos e táticos ao jogo Connect Four tradicional.

## Outras versões
A Hasbro também fabrica várias versões de Connect Four em tamanho gigante, adequadas para uso ao ar livre. O maior desses tabuleiros é construído em madeira resistente às intempéries e mede 120 cm de largura e altura. Além disso, o Connect Four foi lançado como um jogo de console de videogame para o Microvision em 1979, desenvolvido por Robert Hoffberg. Também foi lançado para o computador Texas Instruments 99/4 no mesmo ano, tornando-se disponível em múltiplas plataformas.
Com a proliferação de dispositivos móveis, o Connect Four recuperou sua popularidade como um jogo que pode ser jogado rapidamente e contra outra pessoa por meio de uma conexão à Internet.
Em 2007, a Milton Bradley lançou o Connect Four Stackers. Ao contrário do tabuleiro padrão, este jogo apresenta um tabuleiro onde os discos coloridos são empilhados. Assim como no Connect Four tradicional, o objetivo do jogo é conseguir quatro discos consecutivos da mesma cor.
Em 2008, a Hasbro lançou outra variação de tabuleiro chamada Connect 4x4 como um jogo físico. Este jogo apresenta uma grade vertical de duas camadas, com discos coloridos para quatro jogadores, além de discos de bloqueio. O objetivo do jogo continua sendo conseguir quatro discos consecutivos da mesma cor, mas a adição de uma grade em duas camadas e mais jogadores torna a dinâmica do jogo mais complexa e estratégica.
Em 2013, a Bay Tek Games lançou um jogo de arcade de resgate de ingressos baseado no Connect Four sob licença da Hasbro. Existem versões padrão e deluxe do jogo. Nele, dois jogadores movem e soltam as peças utilizando botões. Se apenas um jogador estiver jogando, ele compete contra o computador. Tanto o jogador vencedor quanto o perdedor recebem ingressos como prêmio. O jogador que vence também tem a chance de jogar uma rodada de bônus, onde uma peça se move e o jogador deve pressionar o botão no momento certo para ganhar o jackpot de ingressos. Essa adaptação do Connect Four oferece uma experiência de arcade divertida e envolvente.
Em 2015, a Winning Moves lançou o Connect Four Twist & Turn. Esta variante do jogo apresenta uma torre de jogo em vez da grade de jogo plana. A torre possui cinco anéis que podem girar de forma independente. A jogabilidade é semelhante ao Connect Four padrão, onde os jogadores tentam colocar quatro discos coloridos em uma fileira. No entanto, com o Twist & Turn, os jogadores têm a opção de girar um anel após colocar uma peça. Isso adiciona uma camada sutil de estratégia à jogabilidade, permitindo que os jogadores influenciem a disposição das peças no tabuleiro, tornando o jogo ainda mais desafiador e dinâmico.
Em 2018, a Bay Tek Games lançou seu segundo jogo de arcade baseado no Connect Four, chamado Connect 4 Hoops. Neste jogo, os jogadores atiram bolas de basquete nas cestas, e essas cestas são representadas como peças no vídeo. O jogo pode ser jogado por dois jogadores competindo entre si ou por um jogador contra o computador. Tanto o jogador vencedor quanto o perdedor recebem ingressos como prêmio, incentivando a participação e a diversão dos jogadores. Connect 4 Hoops oferece uma abordagem única e interativa do Connect Four, combinando elementos de basquete com o jogo tradicional.
Em 2018, a Hasbro lançou o Connect 4 Shots. Nesta versão do jogo, os jogadores precisam lançar bolas coloridas em uma grade até que um deles consiga alinhar quatro bolas consecutivas. É uma variação divertida e ativa do Connect Four, adicionando um elemento de destreza física e coordenação ao jogo tradicional.

## Cultura Popular
- O locutor e escritor Stuart Maconie, enquanto trabalhava no NME, começou um boato de que o Connect Four foi inventado por David Bowie, o que se tornou um mito urbano.[15]
- No programa de jogos da The Hub chamado Family Game Night, existe um jogo chamado "Connect 4 Basketball" no qual as equipes usam bolas coloridas.

- Nintendo adicionou uma versão deste jogo chamada "Four-in-a-row" à sua mesa de jogos de compilação chamada Clubhouse Games: 51 Worldwide Classics para o Nintendo Switch.[16]
- No videogame A Way Out, Vincent e Leo podem jogar Connect Four como um minijogo.

## Avaliações
- Jogos e quebra-cabeças[17]